# Progonatemnus succineus
Progonatemnus succineus es una especie extinta de arácnido del orden Pseudoscorpionida de la familia Atemnidae.

## Distribución geográfica
Se encontraba en el Ámbar báltico.